# Salomon Bochner
Salomon Bochner (20. srpna 1899 v Podgórze u Krakova – 2. května 1982, Houston, Texas, USA) byl americký matematik původem z Rakouska-Uherska, známý je pro svou širokou působnost v oblasti matematické analýzy, teorie pravděpodobnosti a diferenciální geometrie.

## Život
Narodil se do ortodoxní židovské rodiny v Podgórze (kousek od Krakova), tehdy součást Rakouska-Uherska dnes Polsko. Před první světovou válkou se jeho rodina kvůli větší bezpečnosti přesunula do Německa. Bochner vystudoval Humboldtovu Univerzitu, kde byl studentem Erharda Schmidta, u něj také napsal svou dizertační práci pojednávají o vlastnostech Hilbertových prostorů. Záhy ale opustil akademickou půdu, aby jeho rodina přežila ekonomickou krizi a poválečnou hyperinflaci. Po svém návratu na akademickou půdu přednášel na Univerzitě v Mnichově (1922–1933). Jeho profesní kariéra skončila s nástupem nacizmu k moci v roce 1933. Proto opustil Německo a přijal místo na Princetonské Univerzitě. Zemřel v Houstonu ve státě Texas.

## Matematická práce
V roce 1925 začal s prací v oblasti skoro periodických funkcí(almost periodic functions), kde díky němu došlo ke zjednodušení protože pracoval s kompaktními množinami a přibližně identickými argumenty. V roce 1933 definoval Bochnerův integrál, pro vektorové funkce. Bochnerův teorém o Fourierových transformacích vyšel knižně již v roce 1932.
Poté pracoval na vícenásobných Fourierových řadách, z toho vznikla Bochner-Rieszova věta. Tato práce vedla k poznání, jak se Furierova transformace chová na euklidovském prostoru
Z diferenciální geometrie je nejznámější Bochnerova věta o křivosti z roku 1946. Společnou práci s Kentaro Yanem(1912-1993) vydali roku 1953 jako knihu Curvature and Betti Numbers. Což mělo široký dopad na Kodaira vanishing theory, representation theory a spin manifolds. Také pracoval na několika teoriích imaginární proměnné.(Bochner-Martineliho věta a kniha Several Complex Variables z roku 1948, kterou vydal společně s W.T.Martinem)